# 秋川 (東京都)

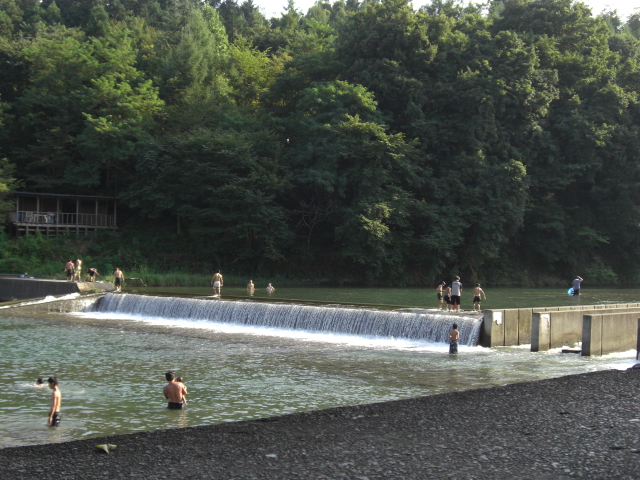
山田大橋付近にある、堰の様子。

秋川（あきがわ）は、東京都多摩地域西部を流れる河川。多摩川水系の支流の一つである。幹線流路37.6km、流域面積169.6km2は、多摩川の支流で最も広く、多摩川最大の支流とも言われる。
西多摩郡檜原村役場付近の北秋川との合流点より上流は南秋川の別称で呼ばれ、地図にも記載されている。

## 地理
東京都西多摩郡檜原村の西端、山梨県との県境にある三頭山の山腹にある都民の森のブナの路（登山道）沿いを流れる三頭沢が源流である。少し下流には三頭大滝があり、周囲は整備されている。檜原街道に沿って蛇行しながら東へ流れ「数馬」集落を抜け、「笹平」地区で北に流れを変え檜原村本宿で北秋川を合わせる。あきる野市を東へ流れ、あきる野市、八王子市、福生市、昭島市の4市の境界付近で多摩川に合流する。
上流から、あきる野市の山田大橋までは渓谷を刻んでいて、キャンプ場などの施設が多い。下流の五日市の街辺りには比較的広い河原があり、田園が広がる箇所もある。山田大橋より下流は、川沿いに道が整備されている。
2019年に発生した台風19号の影響で、あきる野市山田付近において堤防が決壊し浸水被害が出た他、川沿いの家屋が傾いたり、遊歩道が流出するなどの被害が出た。

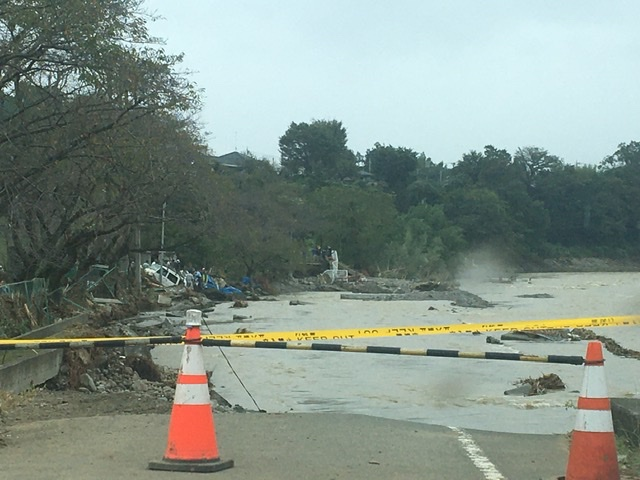
決壊した秋川の堤防　2019年10月14日撮影

## 流域の自治体
東京都
西多摩郡檜原村、あきる野市、八王子市

## 支流
- 三頭沢
- 森沢
- 丹田沢
- 出野沢
- 矢沢
- 小坂志川
- 北秋川

## 橋梁
- 橘橋（南秋川、山梨県道・東京都道33号上野原あきる野線）
- 西秋川大橋（秋川、同上）
- 新秋川橋（東京都道7号杉並あきる野線、五日市街道）
- 山田大橋（東京都道61号山田宮の前線）
- 秋留橋（国道411号）
- 東秋留橋（東京都道176号楢原あきる野線）
- 東秋川橋（東京都道166号瑞穂あきる野八王子線）

## 流域の観光地
- 都民の森
- 秋川渓谷（紅葉の名所、厳密には南秋川の渓谷のみで北秋川は北秋川渓谷と呼ぶ。）

## 生物
- スナヤツメやギバチやアカザ、カジカ、ジュズカケハゼなどの貴重な魚が生息する。また、アカザは西日本から移植された物であり元々多摩川水系には分布しない。[1]